# Glengoyne
Glengoyne Distillery – destylarnia single malt whisky, znajdująca się na wzgórzu Dumgoyne, na południowo-zachodnim krańcu rejonu Highland, niedaleko miejscowości Strathblane w Szkocji. Mieści się niedaleko małego potoku wpływającego do pobliskiego jeziora Loch Lomond, na północ od Glasgow. Nazwa Glengoyne pochodzi od ‘Glenguin’ lub 'Glen of the Wild Geese’.

## Historia
Whisky wytwarzana jest w destylarni Glengoyne od 1833.
W kwietniu 2003, Ian Macleod Distillers Ltd. zakupiła Glengoyne Distillery tym samym marki Glengoyne Single Malt oraz Langs Blended Whisky.

## Destylarnia
Zakład ma opinię najpiękniejszej destylarni w Szkocji. Przez ponad 150 lat gorzelnia produkuje Highland single malt whisky, obecna roczna produkcja wynosi zaś do miliona litrów alkoholu.
W przeciwieństwie do wielu innych whisky, destylarnia nie używa dymu torfowego podczas suszenia słodu. Tej praktyce przypisuje się czystszy smak.

## Charakter
Glengoyne kwalifikowana jest jako whisky z Highlands. Jest to bardzo umowna kwalifikacja, ponieważ jej łagodny i lekko owocowy charakter smaku i bukietu bliższy jest maltom z rejonu Lowlands. Także geograficznie bliżej z Glengoyne do Lowlands niż do jakiejkolwiek innej destylarni z Highlands. Tak naprawdę umowna linia oddzielająca te dwa regiony przebiega dokładnie przez tereny destylarni.
Glengoyne 17 YO została wybrana jako World’s Best Single Highland Malt w konkursie „Best of the Best” organizowanym przez „Whisky Magazine”. Wyboru dokonało 62 niezależnych ekspertów podczas tzw. blind tasting.

## Butelkowanie
- 10 YO
- 12 YO
- 17 YO
- 21 YO
- 1972
- Glengoyne Limited Edition Glenguin Shiraz Cask Finish Single Malt Scotch Whisky (leżakująca 16 lat)
- Glengoyne Limited Edition Scottish Oak Wood Finish (43% Alc./Vol) (leżakująca 15 lat)
- Single Cask 1993 American Oak Sherry Hogshead (leżakująca 14 lat)
- Single Cask 1986 Spanish Oak Sherry Butt (leżakująca 20 lat)

Firma ma również w swojej ofercie szeroką gamę edycji specjalnych, specjalnie selekcjonowanych przez ekspertów, min:
- Robbie’s (menadżer destylarni) Choice (leżakująca 18 lat)
- Billy’s (kierownik magazynu) Choice (leżakująca 18 lat)